# Carl Johan Fahlcrantz (skådespelare)
Carl Johan Theofron Fahlcrantz, född 23 april 1892 i Stockholm, död 15 februari 1964 i Nacka, var en svensk skådespelare. Han var son till Carl Johan Fahlcrantz.
Fahlcrantz var under åren 1917-1927 skådespelare vid Dramaten och Svenska Teatern i Helsingfors. Under den tiden övertog han också familjeföretaget, bokförlaget Fahlcrantz & Co. (1925).
Han ligger begravd på Norra begravningsplatsen i Stockholm.

## Filmografi
- 1928 – Synd

## Teater

### Roller (ej komplett)
| År   | Roll           | Produktion                                             | Regi          | Teater   |
| ---- | -------------- | ------------------------------------------------------ | ------------- | -------- |
| 1919 | Stam           | Fanvakt Otto Rung                                      | Tor Hedberg   | Dramaten |
| 1921 | Marcel         | Hemkomsten Robert de Flers och Francis de Croisset     | Karl Hedberg  | Dramaten |
| 1925 | Courcelles     | Sankta Johanna George Bernard Shaw                     | Gustaf Linden | Dramaten |
| 1926 | Sonen          | Föräldrar Otto Benzon                                  | Olof Molander | Dramaten |
| 1926 | Carlo di Nolli | Henrik IV Luigi Pirandello                             | Gustaf Linden | Dramaten |
| 1927 | Ingenjören     | Ombord Prins Wilhelm                                   | Olof Molander | Dramaten |
| 1927 | Frémiet        | Doktor Mirakel Robert de Flers och Franois de Croisset | Karl Hedberg  | Dramaten |